# Bahnhof Düsseldorf-Gerresheim
Der ehemalige Bahnhof Gerresheim stammt aus dem Jahre 1838 und ist das älteste Bahnhofsgebäude Deutschlands. Die heutige S-Bahnhaltestelle liegt etwa sechs Kilometer östlich des Düsseldorfer Hauptbahnhofs im Düsseldorfer Stadtteil Gerresheim. Sie befindet sich an der Bahnstrecke Düsseldorf–Elberfeld und ist Abzweigbahnhof der Bahnstrecke Düsseldorf-Derendorf–Dortmund Süd. Die S-Bahnhaltestelle verbindet darüber hinaus mehrerer Straßenbahn- und Buslinien.

## Lage und Betriebsanlagen
Der Bahnhof liegt zwischen den Stadtteilen Vennhausen und Gerresheim. Er befindet sich in Hochlage und besitzt einen Mittel- sowie einen Seitenbahnsteig mit Zugängen von der Höherhofstraße und Im Brühl. Neben den drei Bahnsteiggleisen an der S-Bahn-Strecke hat der Bahnhof zwei weitere Durchgangsgleise und ein Überholgleise ohne Bahnsteig an der Fernbahn. Die von Regionalverkehrszügen genutzte Fernbahn Düsseldorf–Elberfeld ist von Düsseldorf-Gerresheim bis Gruiten nur eingleisig, weshalb im Bahnhof Düsseldorf-Gerresheim gelegentlich Regional-Express-Züge auf entgegenkommende Züge warten oder auf die S-Bahn-Strecke wechseln müssen.
Im östlichen Bahnhofsbereich zweigt die Bahnstrecke Düsseldorf-Derendorf–Dortmund Süd ab, die von der Linie S 28 befahren wird. Am westlichen Ende existiert außerdem ein Verbindungsgleis zur Bahnstrecke Mülheim-Speldorf–Troisdorf, die auf diesem Abschnitt nur dem Güterverkehr dient und die Strecke Düsseldorf–Elberfeld westlich des Bahnhofs auf einer Brücke kreuzt.
Die Straßenbahnhaltestelle liegt in einer Wendeschleife nördlich der Eisenbahnstrecke an der Straße Im Brühl.

## Geschichte
Der ehemalige Bahnhof wurde im südlichen Teil der damals noch selbständigen Stadt Gerresheim im Jahre 1838 durch die Düsseldorf-Elberfelder Eisenbahn-Gesellschaft im Rahmen des Baus des 8,12 km langen Streckenabschnitts Düsseldorf–Erkrath eingerichtet und ist damit das älteste Bahnhofsgebäude Deutschlands. Von 1838 bis 1841 diente der Bahnhof ausschließlich dem Güterverkehr, bevor er für den Personenverkehr zusätzlich eingesetzt wurde. In den Zeiten des Ruhrkampfes war der Gerresheimer Bahnhof eine Grenzstation und neben Benrath einer der „Hauptbahnhöfe“ für Düsseldorf. In den 1930er Jahren kam es immer wieder zu Auseinandersetzungen zwischen politischen Gegnern bzw. der Polizei.
In den 1980er Jahren verlor das Gebäude seinen Nutzen als Bahnhofsgebäude und wurde durch eine moderne S-Bahn-Haltestelle abgelöst. 2009 stand das historische Gebäude wegen einer geplanten Schnellstraße kurz vor dem Abriss, welcher aber erfolgreich durch den FKI (Industrie Kultur Düsseldorf) und den Architekten Piet Neiser verhindert werden konnte. Nach einer umfangreichen Sanierung durch den Düsseldorfer Architekten Piet Neiser wurde der alte Bahnhof letztendlich zu einem der historischsten Industrie-Denkmäler.
Im Güterverkehr hatte der Bahnhof Bedeutung durch die 2005 geschlossene Gerresheimer Glashütte, die nördlich des Bahnhofes lag.
Größere Umbauarbeiten erfolgten zwischen 2022 und August 2023 mit der Änderung von Gleisen und Weichen. Nach der sog. Spuranpassung halten die Züge entsprechend der Fahrtrichtung an unterschiedlichen Bahnsteigen, vorher wurden die Züge von und nach Mettmann über dasselbe Gleis geführt.
Weitere Modernisierungen wurden durch den amtierenden Oberbürgermeister von Düsseldorf, Stephan Keller (CDU), und dem Rathaus abgelehnt. Ursprünglich war nach Schließung der Gerresheimer Glashütte geplant, in der Nachbarschaft Wohnungen zu bauen und den Fußgängertunnel zu den Gleisen zu verbreitern und barrierefrei zu gestalten. Das geplante Glasmacherviertel wurde Opfer von Immobilienspekulationen und ist noch immer freistehende Brache. Der Umbau des Fußgängertunnels sollte zu Teilen von der Stadt Düsseldorf finanziert werden, die auf gestiegene Kostenschätzungen verweist.

## Kulturbahnhof

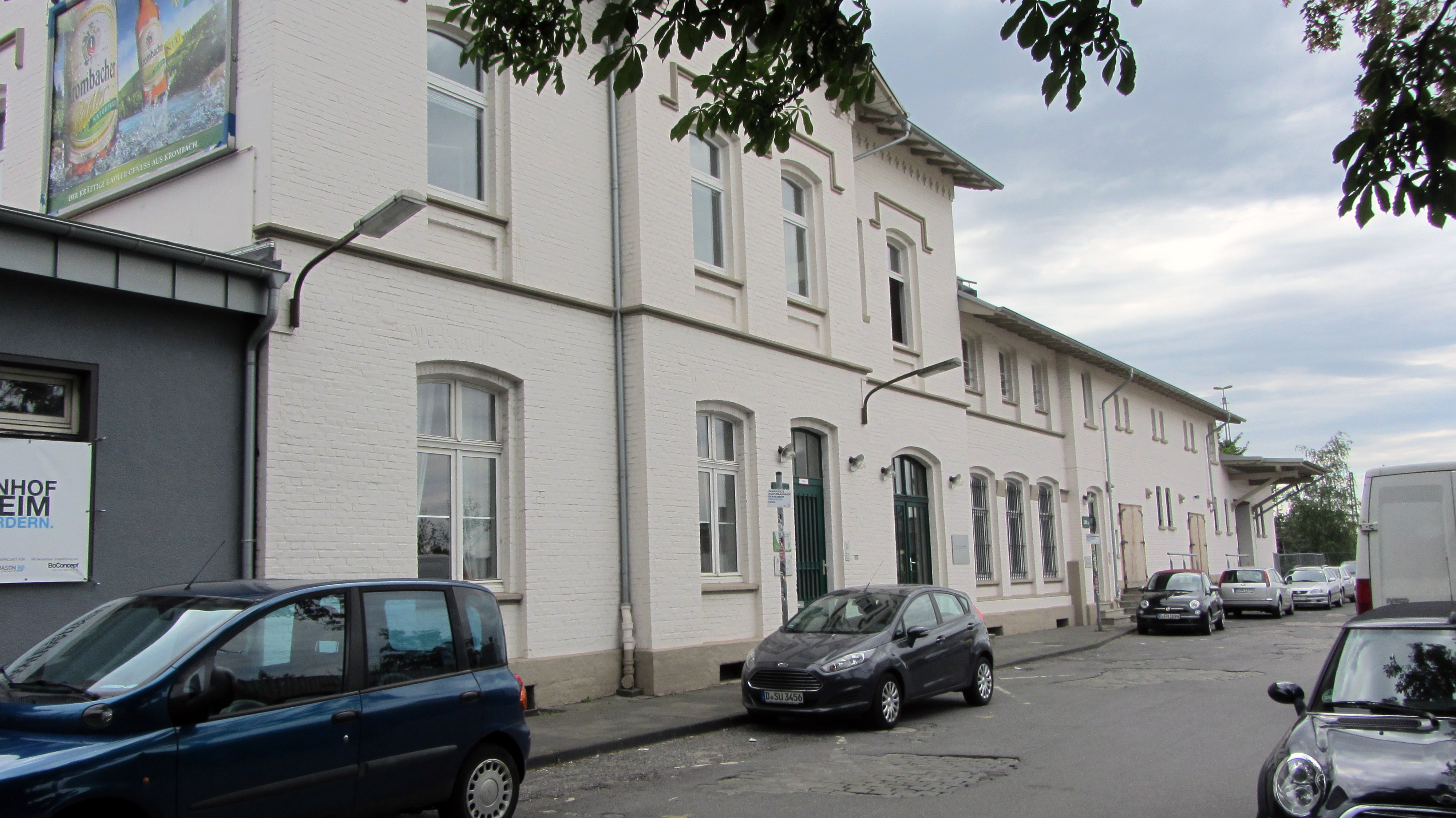
Empfangsgebäude

Die Düsseldorfer Architekten Piet Neiser und Susanne Seidel erwarben 2011 das historische Bahnhofsgebäude, nachdem bereits weitere lokale Akteure (Architekt Niklaus Fritschi/Förderkreis Industriepfad Düsseldorf-Gerresheim, Bürger- und Heimatverein Gerresheim, Karl-Heinz Krems/Gerresheim-Süd-verbinden) sich für einen eigenen Kulturbahnhof eingesetzt hatten. Die Renovierungsarbeiten wurden im Herbst 2013 weitgehend abgeschlossen. Die Fassade wurde in hellen Farben gestaltet, die Innenräume denkmalschonend entkernt.
Das historische Gebäude wurde seitdem mit kulturellen Veranstaltungen wie Lesungen und Ausstellungen bespielt. Zwischen 2015 und 2018 war der gemeinnützige Verein Jason Rø für Kunst und Teilhabe unter Leitung des Düsseldorfer Konzeptkünstlers Carsten Reinhold Schulz Hauptmieter. Gegenwärtig wird die Örtlichkeit als Eventlocation durch die Fa. Münchhausen Gastronomie GmbH vermarktet.
Das Empfangsgebäude von 1877 steht seit 2009 als technisches Denkmal unter Denkmalschutz.

## Glasvoll Eventlocation Düsseldorf
Das alte Bahnhofsgebäude wurde 2023 vom Inhaber Tim Neiser umfangreich saniert und als historische Eventlocation unter dem Namen Glasvoll neu eröffnet. Der Name „Glasvoll“ verweist auf das ehemalige Glasmacherviertel und die industrielle Vergangenheit der Gerresheimer Glashütte. Die Location ist fast 600 m² groß, verfügt über fünf unterschiedliche Veranstaltungsräume und besitzt eine 200 m² große Terrasse. In dieser Eventlocation werden Hochzeiten, private Feiern und Firmen-Events für bis zu 400 Personen veranstaltet.
Neben privaten und geschäftlichen Veranstaltungen fand in der Location unter anderem ein Konzert des Künstlers Zartmann statt.

## Verkehr
2023 wird der Bahnhof von drei Linien der S-Bahn Rhein-Ruhr angefahren.
| Linie | Verlauf | Takt                                                                                         |
| ----- | --- | -------------------------------------------------------------------------------------------- |
| S 8   | Hagen Hbf – HA-Wehringhausen – HA-Heubing – HA-Westerbauer – Gevelsberg-Knapp – Gevelsberg Hbf – Gevelsberg-Kipp – Gevelsberg West – Schwelm – Schwelm West – W-Langerfeld – W-Oberbarmen – W-Barmen – W-Unterbarmen – Wuppertal Hbf – W-Steinbeck – W-Zoologischer Garten – W-Sonnborn – W-Vohwinkel – Haan-Gruiten – Hochdahl-Millrath – Hochdahl – Erkrath – D-Gerresheim – D-Flingern – Düsseldorf Hbf – D-Friedrichstadt – D-Bilk – D-Völklinger Straße – D-Hamm – NE Rheinpark-Center – NE Am Kaiser – Neuss Hbf – Büttgen – Kleinenbroich – Korschenbroich – MG-Lürrip – Mönchengladbach Hbf Stand: Fahrplanwechsel Dezember 2023 | 30 min 60 min (Hagen–Oberbarmen) 20 min (Oberbarmen–M’gladbach wochentags)                   |
| S 28  | Kaarster See – Kaarster Bahnhof – Kaarst Mitte/Holzbüttgen – IKEA Kaarst – Neuss Hbf – NE Am Kaiser – NE Rheinpark-Center – D-Hamm – D-Völklinger Straße – D-Bilk – D-Friedrichstadt – Düsseldorf Hbf – D-Flingern – D-Gerresheim – Erkrath Nord – Neanderthal – Mettmann Zentrum – Mettmann Stadtwald – Hahnenfurth-Düssel – W-Vohwinkel – W-Zoologischer Garten – W-Steinbeck – Wuppertal Hbf Stand: Fahrplanwechsel Dezember 2023 | 20 min (wochentags) 20/40 min (Mettmann–Wuppertal wochentags) 30 min (Wochenenden/Feiertage) |
| S 68  | W-Vohwinkel – Haan-Gruiten – Hochdahl-Millrath – Hochdahl – Erkrath – D-Gerresheim – D-Flingern – Düsseldorf Hbf – D-Volksgarten – D-Oberbilk – D-Eller Süd – D-Reisholz – D-Benrath – D-Garath – D-Hellerhof – Langenfeld-Berghausen – Langenfeld (Rheinland) Stand: Fahrplanwechsel Dezember 2023 | 20 min (nur zur HVZ)                                                                         |

An der Nordseite des Bahnhofes halten eine Stadtbahnlinie und fünf Buslinien.
| Linie | Verlauf | Takt   |
| ----- | --- | ------ |
|       | D-Gerresheim – Morper Straße –Hardenbergstraße – Dörpfeldstraße – Schönaustraße – Gerresheim Rathaus – Von-Gahlen-Straße – Friedingstraße – Auf der Hardt/LVR-Klinikum → Vor der Hardt – Pöhlenweg – Staufenplatz – Schlüterstraße/Arbeitsagentur – Engerstraße – Lindemannstraße – Uhlandstraße – D-Wehrhahn – U Pempelforter Straße – U Schadowstraße – U Heinrich-Heine-Allee – U Benrather Straße – U Graf-Adolf-Platz – U Kirchplatz – D-Bilk – Karolingerplatz – Auf’m Hennekamp – Uni-Kliniken – Universität Nord/Christophstraße – Südpark – D-Universität Ost/Botanischer Garten Niederflurbetrieb der Rheinbahn; Linie gehört nicht zum Düsseldorfer Nachtnetz; Abweichender Takt: So 13–20 Uhr alle 15 min, Mo–Fr 21–0 Uhr (ab 29.08.2018, davor 20–0 Uhr), Sa 6–9 Uhr und So 9–13 Uhr alle 20 min, Sa–So 5–9 Uhr alle 30 min | 10 min |
| M 1   | Stockum, Freiligrathplatz – Falkenweg – Unterrath, Eckenerstraße – D-Unterrath – D-Rath Mitte – Rather Broich – Grafenberg, Staufenplatz – Gerresheim, Torfbruchstraße – D-Gerresheim – Knuppertsbrück – Vennhausen, Siedlung Freiheit – D-Eller – Eller, Vennhauser Allee – Am Schönenkamp – D-Reisholz – Benrath, Forststraße – Urdenbacher Allee – D-Benrath keine weiteren Haltestellen; Mo–Fr 7–21 Uhr alle 20 min |        |
| 730   | Freiligrathplatz 1 – Falkenweg – Unterrath, Eckenerstraße – D-Unterrath – Unterrath, Kirche – D-Rath Mitte – Rather Broich – Mörsenbroicher Weg – Grafenberg, Staufenplatz – Ostparksiedlung – Gerresheim, Torfbruchstraße – Morper Straße – D-Gerresheim – Knuppertsbrück – Vennhausen, Siedlung Freiheit – D-Eller – Eller, Vennhauser Allee 2 – Hassels, Am Schönenkamp – D-Reisholz – Hassels, Kirche – Forststraße – Urdenbacher Allee – D-Benrath 3 – Koblenzer Straße (Haydnstraße) – Urdenbach, Tübinger Straße – Josef-Kürten-Platz4 Abschnitt 1–3: Mo-Fr 5–21, Sa 9–21 alle 10 min, übrige Zeit alle 15 min; Abschnitt 3–4: Mo-Fr 5–21, Sa 9–21 alle 20 min, übrige Zeit alle 30 min |        |
| 736   | Kirchplatz – Bilker Allee/Friedrichstraße (D-Bilk , 200–300 m) – Morsestraße – Friedrichstadt – Oberbilker Markt – Lierenfeld, Langenberger Straße – Ronsdorfer Straße – Lierenfeld, Posener Straße – Vennhausen, Gubener Straße – In den Kötten – Vennhausen, Hürthstraße – Knuppertsbrück – Gerresheim – Gerresheim, Morper Straße |        |
| 737   | Düsseldorf Hbf 1 – Oststraße – Wehrhahn-Center – Pempelforter Straße – D-Wehrhahn – Uhlandstraße – Lindemannstraße 2 – Flingern, Daimlerstraße (Rosmarinstraße) – Gerresheim, Torbruchstraße – Schönaustraße – Morper Straße – D-Gerresheim 3 – Knuppertsbrück – Unterbach, Friedhof – Am Zault – Erkrath-Unterfeldhaus, Neuenhausplatz 4 Mo–Fr 5–19 Uhr alle 20 min; Mo–Fr 20–21 Uhr, Sa 6–20 Uhr, So 9–20 Uhr alle 30 min; Abschnitt 1–3 Mo–Fr 21–23 Uhr, Sa–So 20–23 alle 60 min; Abschnitt 3–4 Mo–Fr 21–23 Uhr, Sa–So 20–23 alle 30 min, Sa–So 0–1 Uhr, So 8–9 Uhr alle 60 min; weitere Haltestellen nur im Abschnitt 2–4 |        |
| 781   | Linienast 1: (D-Gerresheim, Krankenhaus – Gerresheim, Rathaus – Torfbruchstraße – Morper Straße – D-Gerresheim – Knuppertsbrück – Unterbach, Friedhof –) Erkrath-Unterfeldhaus, Neuenhausplatz / Linienast 2: Hilden-Nord, Köbener Straße – Hauptlinienweg: Grünewald – Furtwänglerstraße – Richard-Wagner-Straße – Mozartstraße – Hilden-Mitte, Am Rathaus – Hilden, Krankenhaus – Gabelung – Hilden Süd – Hilden-Süd, Erika-Siedlung |        |